# Столярчук, Флор Евстафьевич
Флор Евста́фьевич Столярчу́к (18 августа 1906 — 14 июля 1944) — советский офицер, танкист, Герой Советского Союза (23 сентября 1944, посмертно).
Участник похода РККА в Западную Украину, советско-финской войны 1939—1940 годов и Великой Отечественной войны. Гвардии полковник Ф. Е. Столярчук погиб летом 1944 года при освобождении западной Украины во время атаки противником штаба бригады, оборону которой он возглавлял.

## Биография
Родился 18 августа 1906 года в селе Сальница (ныне Хмельницкого района Винницкой области) в семье крестьянина. Украинец.
В 1924 году в родном селе вместе с братом организовал комсомольскую ячейку. Член ВКП(б) с 1927 года. В 1933 году окончил три курса Киевского института механизации и электрификации сельского хозяйства. Затем работал секретарём райкома комсомола в Уланове.
В рядах РККА в 1928—1930 годах и с 1935 года. Окончил КУКС в 1935, бригадную политшколу — в 1938 году. В танковом батальоне воентехника Ф. Е. Столярчука несколько лет подряд избирали секретарём партбюро, а потом назначили на должность политрука. Участник советско-финской войны 1939—1940 годов, похода советских войск в Западную Украину и Западную Белоруссию в 1939 году.
На фронтах Великую Отечественную войну с июня 1941 года. В составе 15-й танковой дивизии старший политрук Ф. Е. Столярчук служил вместе с многими другими танкистами, которые потом воевали в рядах бригады Катукова. Участвовал в боях под Орлом, Мценском, обороне Москвы. Награждён орденом Ленина (11 января 1942).
Бои на Волоколамском шоссе в районе Дубосекова по сведениям газеты «Правда»:

…Целый день кипел жаркий бой, — писала в те дни газета «Правда». — Ночью врагу удалось прорваться на одном из участков линии обороны и отрезать роту от главных сил. Группа советских бойцов была окружена, фашисты готовили жестокую расправу над бойцами. Комиссар батальона старший политрук Флор Столярчук, который оказался в это время в окружённой роте, взял на себя командование, организовал круговую оборону. На рассвете немцы пошли в атаку. Начался бой. Танк Столярчука одним из первых ринулся на врага. В этом бою он уничтожил вражеский танк и вражескую автомашину.

В августе 1942 года назначен начальником политического отдела 150-й танковой бригады. В ходе ведения боевых действий в январе-феврале 1943 года, постоянно находясь в боевых порядках бригады, обеспечил выполнение боевых задач подразделениями. Подполковник Ф. Е. Столярчук награждён орденом Красной Звезды (18 апреля 1943).
В дальнейшем участвовал в боях под Воронежем, на Курской дуге, форсировании Днепра, освобождении Киева и Правобережной Украины. За отличие в боях награждён орденами Красного Знамени и Отечественной войны I степени.
14 июля 1944 года в ходе наступления войск 1-го Украинского фронта начальник политотдела 150-й отдельной танковой бригады (3-я гвардейская армия, 1-й Украинский фронт) гвардии полковник Ф. Е. Столярчук погиб в бою у села Подберезье Гороховского района Волынской области.
Указом Президиума Верховного Совета СССР от 23 сентября 1944 года гвардии полковнику Ф. Е. Столярчуку присвоено звание Героя Советского Союза посмертно.
Похоронен на мемориальном комплексе Вечной славы в городе Луцк Волынской области (ныне Украина).

## Награды
- Медаль «Золотая Звезда» Героя Советского Союза (23 сентября 1944, посмертно);
- два ордена Ленина (11 января 1942; 23 сентября 1944, посмертно);
- орден Красного Знамени (21 октября 1943);
- орден Отечественной войны I степени (12 февраля 1944);
- орден Красной Звезды (18 апреля 1943).

## Память
Похоронен в городе Луцк Волынской области в братской могиле на проспекте Победы. Его именем был назван колхоз в Подберезье, улицы в городах Хмельник, Горохов и селе Сальница. В Сальнице и Подберезье установлены мемориальные доски.